# Pavel Filip
Pavel Filip (n. 10 aprilie 1966, Pănășești, Strășeni) este un inginer și politician din Republica Moldova, fost prim-ministru al Republicii Moldova. Anterior, el fusese ministru al tehnologiei informației și comunicațiilor în aceeași țară, în guvernele Filat (2), Leancă, Gaburici și Streleț, între 14 ianuarie 2011, când l-a înlocuit pe Alexandru Oleinic (2009–2011) și până la învestirea sa în funcția de prim-ministru în 20 ianuarie 2016. A fost vicepreședinte al Partidului Democrat din Moldova (PDM). La data de 7 septembrie 2019, în cadrul celui de al IX congres al PDM a fost ales în funcția de președinte a partidului. A ocupat această funcție până pe 30 octombrie 2021.

## Biografie

### Educație
În perioada 1983–1990 și-a făcut studiile la Institutul Politehnic din Chișinău unde a obținut calificarea de inginer-mecanic. Își schimbă apoi specializarea și, între 1991 și 1996, obține o licență în Management internațional de la Institutul Internațional de Management din Chișinău.

## Activitate profesională
- 1991 - 1993, Seful Secțieie de Compresiune al SA "Bucuria"
- 1993 - 1994, Director Direcției Producere al SA "Bucuria"
- 1998 - 2001, Inginer Șef al SA  "Bucuria", Manager General Ajdunct pentru Producere și Probleme Tehnologice
- 2001 - 2008, Manager General al SA "Bucuria"
- 2008 - 2011,  Manager General al SA "TUTUN-CTC"[6]

## Activitatea politică

### Prim-ministru
Pe 14 ianuarie 2016, după ce a respins candidatura lui Vlad Plahotniuc (din partea PDM) la funcția de prim-ministru al Republicii Moldova, președintele Nicolae Timofti l-a desemnat pe secretarul general al Aparatului Președintelui Ion Păduraru drept candidat la funcția de prim-ministru. Imediat, o parte din presă a scris despre faptul că numele lui Păduraru figurează în dosarul lui Vlad Filat, mai exact în autodenunțul lui Ilan Shor. A doua zi, la mai puțin de 12 ore după ce președintele Nicolae Timofti l-a desemnat pe Păduraru la funcția de premier, președintele PDM Marian Lupu, a prezentat o solicitare prin care comunica că partidul nu este de acord cu desemnarea lui Păduraru și cere revocarea decretului prezidențial cu promisiunea că în timpul apropiat va fi prezentată o listă de susținere a unui alt candidat, iar la scurt timp a înaintat și un candidat propriu la funcția de prim-ministru, pe Pavel Filip, vicepreședinte al PDM și Ministru în exercițiu al Tehnologiei Informației și Comunicațiilor. Peste puțin timp, Ion Păduraru a anunțat că-și retrage candidatura de la funcția de prim-ministru în favoarea lui Pavel Filip, iar conform altor surse, Președintele Nicolae Timofti a anulat decretul de numire a consilierului său Ion Păduraru drept candidat pentru funcția de prim-ministru. După care, șeful statului l-a desemnat pe Pavel Filip în calitate de candidat la funcția de prim-ministru, motivând că a luat această decizie „ca urmare a propunerii care i-a fost făcută de majoritatea parlamentară constituită dintr-un număr de 55 de deputați”.
Guvernul Pavel Filip a fost votat și învestit în funcție în ciuda protestelor populare în 20 ianuarie 2016, după ora 16, cu votul a 57 de deputați din 101, fără a se reuși prezentarea până la capăt a programului de guvernare și cu omiterea etapei de întrebări și răspunsuri, din cauza protestului deputaților PSRM cu blocarea tribunei parlamentului, care a generat un scandal. Noul cabinet de miniștri a depus jurământul în fața președintelui Nicolae Timofti aproape de miezul nopții.

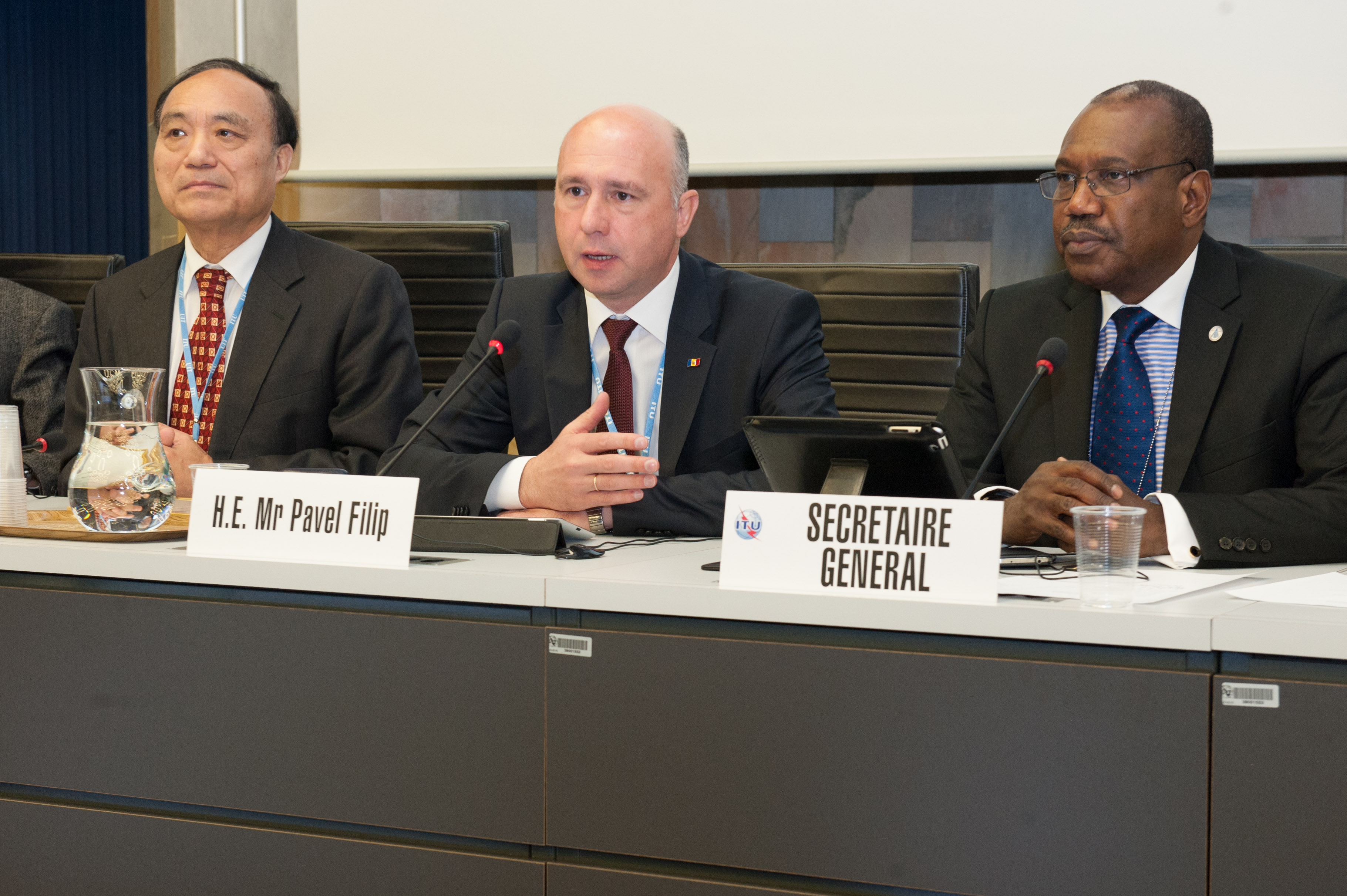
Pavel Filip (centru) în 2013

În urma sondajelor realizate în 2019 privind cei mai respectați policieni din Republica Moldova, Pavel Filip a acumulat un scor de doar 3,5% de încredere a cetățenilor. În alte sodaje el s-a plasat pe poziția a patra  și a cincea.

## Viața personală
Este căsătorit cu Tatiana Filip, și are doi fii, Iulian și Dumitru.

## Premii
În anul 2013 i s-a conferit medalia Uniunii Internaționale a Telecomunicațiilor – pentru contribuție la edificarea societății informaționale. La 23 iulie 2014 președintele țării, Nicolae Timofti, i-a conferit Ordinul „Gloria Muncii” (Republica Moldova), în semn de înaltă apreciere a contribuției la promovarea reformelor bazate pe valorile și standardele europene, pentru merite deosebite în asigurarea negocierii, semnării și ratificării Acordului de Asociere Republica Moldova – Uniunea Europeană, aportul la liberalizarea regimului de vize cu statele membre ale UE și ale spațiului Schengen și activitate intensă în vederea sporirii prestigiului țării pe plan internațional.